# Roodflankbreedbek
De roodflankbreedbek (Smithornis rufolateralis) is een zangvogel uit de familie Calyptomenidae (Afrikaanse en Aziatische breedbekken).

## Verspreiding en leefgebied
Deze soort komt voor in centraal, westelijk-centraal en westelijk Afrika en telt twee ondersoorten:
- S. r. budongoensis: oostelijk Congo-Kinshasa en westelijk Oeganda.
- S. r. rufolateralis: van Sierra Leone tot noordelijk Angola en westelijk Congo-Kinshasa.

## Status
De grootte van de populatie is niet gekwantificeerd maar de soort wordt omschreven als algemeen tot zeer talrijk. Op de Rode lijst van de IUCN heeft deze soort de status niet bedreigd.